# Església de fusta de Hedared
L'església de fusta de Hedared és un stavkirke en el municipi de Borås, Suècia. De totes les stavkirke medievals que han perdurat fins a l'actualitat és l'única que va ser construïda fora de Noruega.
És una petita església (35 m quadrats) d'una sola nau i, junt amb l'església de Haltdalen, forma part del grup més senzill de stavkirke. A més de la nau, hi ha un petit cor.
Prenent en consideració el seu tipus, havia estat datada al segle xiii, però gràcies a noves investigacions i a les tècniques de dendrocronologia s'ha establert que la fusta va ser tallada l'any 1501. Per tant, l'església hauria estat completada, com molt ràpid, dos anys després. L'anterior es reforça amb una carta episcopal de 1506, quan es parla de la construcció de l'església.

## Exterior
Els murs exteriors consisteixen en taulons convexes d'alzina que es mantenen units en una armadura de pals (stav) verticals i soleres.
Durant una renovació feta l'any 1781 es va afegir un nou porxo en l'entrada de l'església, en el costat occidental, a més de petites finestres rectangulars. Es creu que aquestes van ser les primeres finestres de l'església, però no és segur. El porxo va ser demolit durant una nova remodelació l'any 1901, quan el govern suec, a través del Departament Nacional d'Antiguitats (Riksantikvarieämbetet), va desenvolupar un programa per restablir l'aspecte medieval de l'església. Una nova restauració va ocórrer entre 1995 i 1997.

## Interior

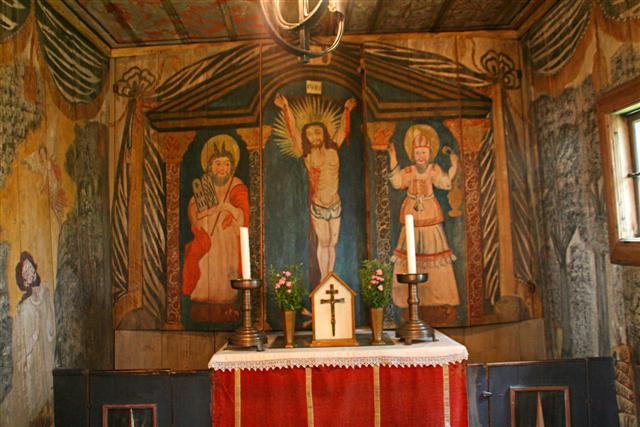
Interior de l'església

Pel que sembla. va haver-hi almenys una església més antiga en el mateix lloc. En la dècada de 1930 es van trobar les restes d'un retaule pintat en l'exterior dels taulons. El retaule, datat cap a el segle xiv, tenia una representació de la coronació de la Mare de Déu. Altres elements antics són una Madonna de fusta i una pintura de Sant Francesc d'Assís que es localitzen en l'altar lateral, i que es creu que són peces d'un altre temple que van ser traslladades a l'església de Hedared quan aquesta va ser erigida.